# Julius Frank (Unternehmer, 1865)
Julius Karl Frank (* 8. Juli 1865 in Fachbach, Rhein-Lahn-Kreis; † 20. Februar 1940 in Dillenburg) war ein deutscher Bergingenieur und Unternehmer, der sich in der Entwicklung der deutschen Eisenindustrie besondere Verdienste erwarb.

## Leben
Julius Karl Frank war ein Sohn des Bergwerks- und Hüttenbesitzers Fritz Frank und dessen Ehefrau Emma Frank geb. Offermann. Nach dem Abitur am Gymnasium Philippinum Weilburg studierte er an der Ludwig-Maximilians-Universität München, der Technischen Hochschule (Berlin-)Charlottenburg und der Bergakademie Berlin das Fach Bergwesen und war danach als Ingenieur und Prokurist in der Nieverner Hütte bei Bad Ems tätig.

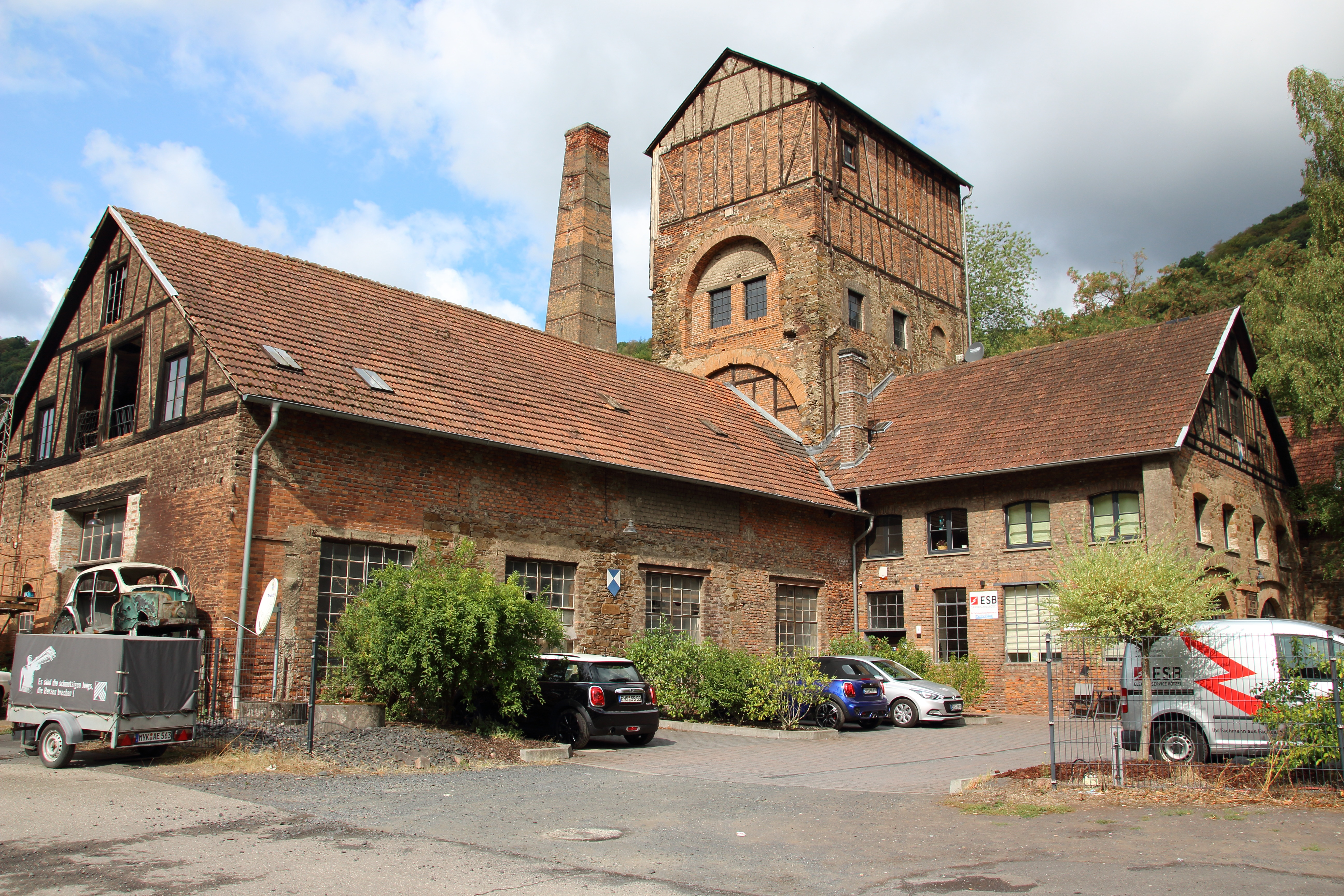
Nieverner Hütte in Fachbach

Am 31. Oktober 1895 heiratete er Emilie Huth. 1897 kam er zur Adolfshütte in Niederscheld, die unter seiner Leitung stand und ab 1906 unter der Firma Frank’sche Eisenwerke bis 1934 fortgeführt wurde, als er in den Ruhestand ging. 1908 gehörte er zu den Mitbegründern der Gewerkschaft Wittelsbach in Hollfeld und hatte maßgeblichen Anteil an der Erschließung dieser Erzfelder.

## Auszeichnungen
- 1921: Ehrendoktorwürde (als Dr.-Ing. E. h.) der Technischen Hochschule München
- Ehrenbürgerwürde von Niederscheld